# إيفان فيلهلم
إيفان فيلهلم (بالإنجليزية: Ivan Wilhelm) (و. 1942 – م) هو فيزيائي، وتربوي من سلوفاكيا. ولد في ترنافا.وهو عضو في الحزب الشيوعي التشيكوسلوفاكي.

## التعليم
تعلم في جامعة تشارلز في براغ، والجامعة التقنية التشيكية في براغ.